# Craugastor opimus
Craugastor opimus is een kikker uit de familie Craugastoridae. De soort werd voor het eerst wetenschappelijk beschreven door Jay Mathers Savage & Charles William Myers in 2002. Oorspronkelijk werd de wetenschappelijke naam Eleutherodactylus opimus gebruikt.
De soort komt voor in delen van Midden-Amerika en leeft in de landen Colombia en Panama.